# پارک طبیعت ناربون مدیترانه
پارک طبیعت ناربون مدیترانه (به فرانسوی: Parc naturel régional de la Narbonnaise en Méditerranée) یک منظره طبیعی فوق‌العاده در ۷۰هزار هکتار مربع که در غرب دریای مدیترانه واقع است و از سال ۲۰۰۳ در فهرست پارک‌های منطقه‌ای فرانسه قرار گرفته است . صومعه فونتواد در این پارک طبیعی قرار دارد . 

## روستاهای پارک طبیعت ناربون
- لوکت
- لاپالم
- پورتل کوربیس
- پغیارک دومر
- باژ
- سنت آندره روکلونگ
- مونتسرت
- گریسون
- آرمیسون
- سنت پیر لمار

## دریاچه‌ها
- حوضچه گرازل
- حوضچه لا بر
- حوضچه آیرول
- حوضچه بگ سیژون
- حوضچه لوکت

## سواحل و مکان‌های برهنگی
- پلاژ  برهنگی لوکت
- پلاژ برهنگی کوسول
- پلاژ برهنگی شاله
- پلاژ برهنگی ماتایل
- پلاژ برهنگی کلبه‌های فلوری
- پلاژ ویله نوول
- پلاژ ناربون
- کمپ کلاپوتیس

## دسترسی
- فرودگاه بیزیرس کپ داگد
- فرودگاه پرپینیان-ریوسالت
- فرودگاه محلی ناربون